# Édith Thomas
Édith Thomas (Montrouge, 23 januari 1909 – Parijs, 7 december 1970) was een Franse schrijver, archivaris, geschiedkundige en journalist. Ze is vooral bekend van haar rol in het Franse verzet in de Tweede Wereldoorlog.
Ze was een pioneer op het gebied van vrouwengeschiedenis. Naar verluidt was ze de inspiratiebron voor de erotische roman Histoire d'O.

## Carrière
Thomas studeerde aan de École nationale des chartes, waar ze in 1931 afstudeerde. In 1933 kreeg ze de Prix du Premier Roman voor haar eerste roman: La Mort de Marie (Maria's dood). Na een periode als schrijver en archivaris rond gekomen te zijn, stapte ze over op de journalistiek en werd verslaggever voor Ce Soir, een links avonddagblad die welwillend stond tegenover het Volksfront. Ook deed ze bijdrages aan verschillende tijdschriften (Vendredi, Europe, Regards. Voor dit laatste tijdschrift versloeg ze de Spaanse Burgeroorlog, vanuit republikeins oogpunt.
Tijdens de Tweede Wereldoorlog was ze deel van het verzet en werd ze lid van de Franse Communistische Partij in 1942. Ze schreef een aantal korte verhalen voor het verzet onder mannelijke pseudoniemen (Jean Le Guern, Auxois), die heimelijk gepubliceerd werden door Les Editions de Minuit in 1943, onder de naam Contes d'Auxois (verhalen van Auxois).
Na de oorlog keerde ze terug naar haar eerste beroep en ging aan de slag als curator bij de nationale archieven. Ze werd toen een pionier op het gebied van vrouwengeschiedenis in Frankrijk. Ze schreef over feminisme in de 19de eeuw en over belangrijke vrouwelijke personages als Jeanne d'Arc, Pauline Roland, Louise Michel en George Sand. In 1949 verliet ze gedesillusioneerd de communistische partij, om een aantal jaar later ook het geloof in het communisme in het algemeen te verliezen.
Thomas overleed in Parijs in 1970, op 61-jarige leeftijd.

## Persoonlijk
Hoewel Thomas zelf zei heteroseksueel te zijn, was haar langste relatie met een vrouw, Anne Desclos. De twee kregen een gepassioneerde relatie. Anne Desclos schreef een sadomasochistische roman, nadat haar baas en minnaar Jean Paulhan, de directeur van de Nouvelle Revue Française en bewonderaar van Marquis de Sade beweerde dat vrouwen geen erotische romans konden schrijven. Het werd een groot commercieel succes en bracht de nodige controverse met zich mee. Pas 40 jaar later gaf Desclos publiekelijk toe de auteur te zijn en gaf ze aan dat een aantal karakters uit het boek gebaseerd waren op Thomas.
- Bibsys: 90094852
- Bibliothèque nationale de France: cb12175624x (data)
- CiNii: DA01508973
- Gemeinsame Normdatei: 119269791
- International Standard Name Identifier: 0000 0001 0874 7051
- Library of Congress Control Number: n81140763
- Nationale Bibliotheek van Tsjechië: jo2008403426
- Nationale bibliotheek van Australië: 35212045
- Nationale Bibliotheek van Israël: 987007296127705171
- Nationale en Universitaire bibliotheek Zagreb: 000031989
- Nederlandse Thesaurus van Auteursnamen: 070787743
- Réseau des bibliothèques de Suisse occidentale: 02-A003897272
- Système universitaire de documentation: 030315174
- Trove: 867366
- Virtual International Authority File: 17265079
- WorldCat: E39PBJckV4WXPYBrvrYyhPkxDq